# Герб Провиденского района
Герб Провиденского муниципального района Чукотского автономного округа Российской Федерации.

## Описание герба
«Герб Провиденского муниципального района представлен в виде щита разделённого по диагонали направо на две части, с изображением кита смотрящего вверх в левой части и морского якоря посередине в правой части».

## Описание символики герба
Кит символизирует основной вид добычи морзверобойного промысла традиционного природопользования, а якорь символизирует морской порт Провидения «Ворота Арктики», значение территории как транспортного узла.
Основные цвета (тинктуры) Герба:
- синий цвет означает цвет моря, показывает приморское положение территории и значение моря для жизни и традиционного природопользования;
- белый цвет означает цвет суши, большей частью покрытой снегом.

## История
Герб утверждён решением № 233 Совета депутатов Провиденского муниципального района от 27 декабря 2010 года.
Герб подлежит внесению в Государственный геральдический регистр Российской Федерации.
С 2015 года стал испрользоваться как герб Провиденского городского округа.